# レインボー・ミカ
レインボー・ミカ（Rainbow Mika）またはR.ミカ（R.Mika）は、カプコンの対戦型格闘ゲーム『ストリートファイターZERO3』などに登場する架空の人物。

## キャラクター設定
本名・七川美華（ななかわ みか）。覆面を被った新人の女子プロレスラー（覆面レスラー）。中学を卒業後、元・プロレスラーのハルマゲドン陽子に弟子入りし徹底的に鍛えられる。ハルマゲドン陽子は『ストリートファイターZERO3』（以下『ZERO3』と表記）のミカの勝利ポーズでバイクに乗って出てくる。ザンギエフの戦いぶりに理想のプロレス像を見出しており、彼を心の師と仰いで強い憧れと敬愛の念を抱いている。
性格は典型的な体育会系で、年上の相手には敬語表現として語尾に「〜ッス」をつけて喋る一方、年下の礼儀知らずな人間が嫌いで、学生（『ZERO3』の頃の春日野さくらや神月かりん）や若い相手（ユーニ）には居丈高な態度を取ることもある。特にいぶきとはそりが合わず、『ストリートファイターV』（以下『V』と表記）では初対面からいきなり衝突している。
『ZERO3』では期待の新人として売り込むためのプロモーションの一環として、世界各国のストリートファイター相手の野試合巡業の旅に出ており、その道中で迷い込んだシャドルーの基地で、ロシア政府の密命を受けてやってきていたザンギエフと出会い憧れの彼と一戦を交える。直後に姿を現したベガを戦いの末に打倒し、ザンギエフと共に基地に潜入してサイコドライブを破壊して脱出。その後、ザンギエフとの再会を信じ、彼とのドリームカードの実現という夢に向けてさらなる修行に打ち込むことを誓う。
『V』では念願のプロ入りを果たしてロシアにまでその名を轟かせるまでに成長し、再会したザンギエフと共に「マッスルスピリット」を手に入れるべく世界を巡りながら武者修行を始める。紆余曲折の末、ロシアの地下格闘技場でザンギエフとララが組み合っている最中にリングに乱入してきた熊を決死の覚悟で食い止めようとしたことで、その身に秘めた熱き魂をザンギエフに見出され、あとは肉体を磨くことだけに打ち込めばいいと教えられる。日本に帰国後、いぶきにザンギエフと「マッスルスピリット」の素晴らしさを演説するものの辟易した様子で突き放されて激怒して喧嘩する。かりんがスポンサーについていることが明かされており、ゼネラルストーリーではかりんからの要請を受けいぶきと共にシャドルー基地への潜入捜査に赴くこととなる。
所属する団体の同期のレスラーに大和ナデシコがおり、『ZERO3』のカプコンシークレットファイルの表紙にミカと共に登場している。『V』ではミカのサポート役として、初めてゲーム中に登場している。『V』の公式サイト「シャドルー格闘家研究所」の「キャラ図鑑」によるとナデシコがミカとタッグを解消した際、ナデシコと似たプロフィールを持つヒールレスラー「夜叉撫子」が現れたことがある。
ミカは新人時代に「デーモン軍団」を率いるヒールレスラー・デーモンマチャミと激闘を繰り広げたことがある。
キャラクターデザインを担当したあきまんによると、デザインは『ラストブロンクス -東京番外地-』に登場する草波リサの「金髪・青・白」という色合いに影響を受けており、覆面はヤッターマン2号のかわいさを取り込もうとした形だと語っている。

### 鰯ヶ浜日本女子プロレス
『V』ではミカが所属するプロレス団体が「鰯ヶ浜日本女子プロレス」という名前だと判明する。鰯ヶ浜日本女子プロレスは、鰯ヶ浜が本拠地の女子プロレス団体で、鰯ヶ浜海水浴場がオープンしたことを記念に50年前、ハルマゲドン陽子の祖母である春髷 純子（はるまげ じゅんこ）が超日本体育大学のアマレス部と日本最大の女子プロレス団体のジャパンスター女子プロレスの選手たちと興業を行ったことがきっかけで誕生。「勤勉」「鍛錬」「愛嬌」の3つの理念で活動している。
なお、「シャドルー格闘家研究所」の「キャラ図鑑」ではハルマゲドン陽子が鰯ヶ浜日本女子プロレスの代表にして「鬼コーチ陽子」の異名をもつことが判明した。
ミカ、ナデシコ、ハルマゲドン陽子以外の鰯ヶ浜日本女子プロレスのメンバーは以下の面々がいる。
サンライズ西船場
眼帯をした屈強な体格のプロレスラー。不器用なので投げ技と絞め技を使わず、力任せの打撃技で戦う。
ハルマゲドン陽子の大学の後輩。
必殺技は剛腕ラリアット「テキーラ・サンセット」。
メイプル・ストーム
元フットボールアスリートのカナダ出身の新人プロレスラー。
大和ナデシコと仲が良い。
必殺技は強烈タックル「クロンダイク・ゴールドラッシュ」。
雷華
鰯ヶ浜日本女子プロレスのタッグチャンピオンで、雷風姉妹の姉。
日本語・英語・韓国語・スペイン語が話せる。
必殺技は電光延髄斬り&雪崩式リバースDDT「雷獣」。
風華
鰯ヶ浜日本女子プロレスのタッグチャンピオンで、雷風姉妹の妹。
姉の雷華と違い、語学は苦手で勢いだけで解決するタイプ。
必殺技は「超人風車固め」。
ビビアン西木
怪奇系の格好をしたヒールレスラー。
反則技やラフファイトを駆使して、鰯ヶ浜日本女子プロレス統一王者を3回防衛している。
必殺技は有刺鉄線バットによる連続打撃攻撃「16ノット」。
ペペ石渡
ハワイ出身で、現在は日本に住んでいる。
陽気なギャルのような風貌とは裏腹に高いレスリングテクニックを持つ。
必殺技はドロップキック「ショックコーン」、強力な裏投げ「バフェット」。

## ゲーム上の特徴
多彩な投げ技を持つキャラクターだが、ヒップアタックを中心とした打撃技も多い。技そのものは発生が遅いか、硬直が長いかハッキリ分かれており、全体的にリスクを伴うものが多い。
特筆する点として、スーパーコンボの「サーディンズビーチスペシャル」の発動から追加入力による派生技が非常に多彩なことが挙げられる。

## 技の解説

### 通常技
技名は『ストリートファイターZERO3』時のもので、立ち状態の遠近の区別はない。
| 操作     | 立ち                                 | しゃがみ                 | 垂直ジャンプ         | 斜めジャンプ         |
| -------- | ------------------------------------ | ------------------------ | -------------------- | -------------------- |
| 弱パンチ | 水平チョップ                         | ローアングル水平チョップ | ナックルプレス       | ナックルプレス       |
| 中パンチ | ミカ・ラリアット                     | ヘッドバット             | ナックルプレス       | ナックルプレス       |
| 強パンチ | リバースフィスト                     | ショルダータックル       | ジャンピングエルボー | ジャンピングエルボー |
| 弱キック | ローキック                           | バックヒ－ルキック       | ジャンピンハイキック | ジャンピンハイキック |
| 中キック | ミカ・ソバット                       | レインボーキック         | ジャンピングソバット | ジャンピングソバット |
| 強キック | ジャパニーズオーシャンドロップキック | ミカ・スライディング     | 爆撃ドロップキック   | ハイアングルキック   |

### Vシステム
ピーチゲーター
Vリバーサル。前蹴りがヒットするとヘッドロックに繋げる連携技。
根性ラリアット
Vシフトブレイク。

#### Vスキル
熱血マイクパフォーマンス [I]
その場でマイクパフォーマンスを行い、その次に出す投げ技の威力を上昇させる。
ボタンを押し続けた長さで投げ技の威力が最大6段階の範囲で上昇し、最終段階まで溜め切ると9倍の威力になり、通常投げの「ドリームドライバー」以外の投げ技で相手キャラクターを即死させることが可能になる。ただし威力の上昇には時間がかかるため、最後まで溜め切ることは現実的ではない。
気合注入! [II]
相手の攻撃を受け止めてパンチで反撃する当て身技。ただし下段攻撃、飛び道具、EX必殺技、クリティカルアーツは取れない。

#### Vトリガー
カモン!ナデシコ!! [I]
ナデシコが乱入して攻撃する。レバー方向でナデシコの出る位置が変更でき、それぞれ「前からナデシコ」「後ろからナデシコ」「上からナデシコ」。
「前からナデシコ」と「後ろからナデシコ」は画面端からドロップキックで飛び込んできて、「上からナデシコ」はボディプレスで降ってくる。
スピニングチェアー! / 反則上等! [II]
ナデシコが後方から乱入してパイプ椅子による凶器攻撃を行う。
「スピニングチェアー!」はパイプ椅子を回転させながら放り投げる多段ヒットする飛び道具。「反則上等!」は直接パイプ椅子で相手を2連続で殴った後でパイプ椅子をぶつける。

### 通常投げ
ジャーマンスープレックス
『ZERO3』で使用する通常投げ。
ブレーンバスター
『ZERO3』で使用する通常投げ。
ヘッドバット
『ZERO3』で使用する掴み技。相手を掴んで頭突きを連続して繰り出す。
ヒップバスター
『ZERO3』で使用する空中投げ。相手を尻で抑え込んで潰す技。
ネックブリーカー
『ZERO3』で使用する空中投げ。
デイドリームヘッドロック
『V』では通常投げとして使用する。相手の頭を脇に抱えて飛び上がりしゃがむ勢いで相手を地面に叩きつける。
セルダウト
『V』にて使用する。フランケンシュタイナーで相手を後方へ投げ飛ばす。
ドリームドライバー
『ストリートファイターV アーケードエディション』で使用する、しゃがみ相手に対する投げ技。パイルドライバーで相手を落とす。

### 特殊技
レインボーソバット
『ZERO3』にて使用するローリングソバット。
フライングボディープレス
『ZERO3』にて使用する空中からのボディープレス。
ニードロップ
『ZERO3』にて使用する空中からの膝蹴り。
ストンピング＆チョップ
『V』で使用する。弱キック→中パンチの連撃。
流星コンボ
『V』で使用する。ジャンプ中パンチ→ジャンプ強パンチの連撃。
ダイブボム
『V』で使用する。前ジャンプ中に一瞬止まって真下にボディプレスをする。
リディーミカ
『V』で使用する。腕を素早く振り上げる。リーチは短いが相手を浮かせることができ、特定の技で追撃が可能。
情熱プレス
『V』で使用する。両掌を正面で叩く。
情熱ロープ投げ
「情熱プレス」ヒット後に発動できる。相手の腕を掴んで振り回し、前方または後方に投げる。相手は勢いで前のめりに走り転んでダウンする。
画面端だと相手が壁で跳ね返り、特定の技で追撃が可能。

### 必殺技
フライングピーチ
ステップして出すヒップアタック。出が遅いが、出した後の隙が少ない。
『V』のEX版は片腕による2連続のラリアットがヒットするとヒップアタックを繰り出し、最後は「シューティングピーチ」のように着地に失敗して痛がるモーションをする。
シューティングピーチ
その場ですぐ出すヒップアタック。「フライングピーチ」よりも出が早いが、着地に失敗して痛がるモーションがあるので隙が大きい。
ウイングレスエアプレーン
コマンド入力による空中投げ。投げ抜けされることが無いのでダメージ効率が良い。
『V』では、飛び上がり空中の相手に触れると落下と共に尻で相手の顔を地面に叩きつける。
パラダイスホールド
『ZERO3』のみ使用する技。側転しながら相手に近づいて脚で挟み、地面に叩きつける移動投げ。
デイドリームヘッドロック
『ZERO3』ではコマンド投げ。ヘッドロックを数回決めた後、ブルドッギングヘッドロックで締める。間合いが狭い。『V』では通常投げで使用する。
レインボータイフーン
『V』で追加された技。ジャイアントスイングを決める。EX版は投げ飛ばした先でナデシコがヘッドロックを決める。
ブリムストーン
『V』で追加された技。掴みが成立すると飛び上がって相手の背後に回り込み、ボディスラムで相手を地面に叩きつける。
EX版は地面に叩きつけると上空からナデシコが降ってきて相手を背中で押しつぶす。

### スーパーコンボ / クリティカルアーツ
レインボーヒップラッシュ
『ZERO3』のスーパーコンボ。ヒップアタックを連発する。「シューティングピーチ」同様に最後に着地を失敗するので、ガードされたときの隙は大きい。Z-ISM専用技。
ヘヴンリーダイナマイト
『ZERO3』のスーパーコンボ。「デイドリームヘッドロック」の強化版。レバガチャで頭突きの回数を増やすことができるが、スーパーコンボでありながら相手もレバガチャで抵抗ができる（しかも頭突きを一定回数まで減らすと締めの投げが出なくなるため、ダメージが大幅に減少する）。Z-ISM専用技。
レベル3では頭突きの後にプロレスのリングが出現して、そこに飛び乗ってブレーンバスターでとどめをさす。
サーディンズビーチスペシャル
『ZERO3』のスーパーコンボ。追加技の発動技であり、単体では攻撃力をもたない。入力すると相手に向かって走り出し、この後のボタン入力で様々な技に派生する。X-ISM対応。サーディン＝鰯ということもあり、この技での気絶中はめったに見ることができない魚の気絶マークが出る。
ジャパニーズオーシャンドロップキック
ミカ・スライディング
ミカ・ラリアット
- いずれも走り中に出せる打撃技。ヒットするとプロレスのリングが出現し、それを利用して相手にフィニッシュを仕掛ける。

ムーンサルトプレス
ミサイルキック
パラダイスホールド
ウイングレスエアプレーン
- リング出現技ヒット後のフィニッシュとして出す技。

飛び越し
背後とり
- 走っているときに攻撃を出さずに相手に接触すると、肩に手をかけて飛び越す。この時に追加入力すると背後を取り、リング出現後とは異なるフィニッシュの技が出せる。

延髄ラリアット
延髄ドロップキック
レインボースープレックス
デイドリームヘッドロック
- 「背後とり」からのフィニッシュとして使用する技。

バッドリーピーチ
『V』で使用するクリティカルアーツ。尻を叩いた後にジャーマンスープレックスで相手を放り、受け止めた相方のナデシコがジャイアントスイングで上空に放り、落ちてきた相手の顔を2人同時に「シューティングピーチ」で挟み、そのまま地面に叩きつける。

## 声優
- 竹内順子（『ZERO3』）
- 五十嵐裕美（『V』）
- ボニー・ゴードン（『V』英語ボイス）

## その他
- 登場作品は少ないが、そのインパクトの強さからユーザー・開発スタッフ問わず一部の間でコアな人気を博しており[13][14]、「CAPCOM MANIAX（メガハウス）」シリーズからフィギュアの発売なども行われている。

## 主な登場作品
- ストリートファイターZERO3
- ストリートファイターV
- SNK VS. CAPCOM 激突カードファイターズ全シリーズ（トレーディングカードゲーム版も含む）
- スタートリングアドベンチャーズ 空想3×大冒険 - ゲスト登場しているPlayStationのアドベンチャーゲーム
- モンスターストライク - 水属性で登場する。ストライクショットは「シューティングピーチ」と「バッドリーピーチ」。